# دایره تسالیت
دایره تسالیت (به لاتین: Tessalit Cercle) یک منطقهٔ مسکونی در مالی است که در استان کیدال واقع شده‌است. دایره تسالیت ۱۶٬۲۸۹ نفر جمعیت دارد.